# Le Gai Mensonge
Pour plus de détails, voir Fiche technique et Distribution.
Le Gai Mensonge (The Gay Deception) est un film américain réalisé par William Wyler, sorti en 1935.

## Synopsis
Mirabel Miller, une sténographe qui vit dans une petite ville, gagne 5 000 dollars dans une loterie. Elle décide alors de partir à New York et d'y dépenser cet argent en vêtements et en nuitées dans un palace. Au Walsdorf-Plaza, on la prend d'ailleurs pour une riche héritière. Dans le même temps, le Prince Allesandro d'Allesandria s'y est fait engager incognito comme chasseur dans le but d'en apprendre plus sur les hôtels américains. Ils vont se rencontrer et tomber amoureux l'un de l'autre.

## Fiche technique
- Titre original : The Gay Deception
- Titre français : Le Gai Mensonge
- Réalisation : William Wyler
- Scénario : Stephen Morehouse Avery et Don Hartman
- Direction artistique : Max Parker
- Costumes : William Lambert
- Photographie : Joseph A. Valentine
- Son : S. C. Chapman
- Société de production : Fox Film Corporation
- Société de distribution : Twentieth Century-Fox Film Corporation
- Pays de production :  États-Unis
- Langue originale : anglais
- Format : Noir et blanc — 35 mm — 1,37:1 — son Mono
- Genre : comédie
- Durée : 77 minutes
- Dates de sortie : 
  - États-Unis : 13 septembre 1935
  - France : 15 novembre 1935

## Distribution
- Francis Lederer : Sandro
- Frances Dee : Mirabel
- Benita Hume : Miss Channing
- Alan Mowbray : Lord Clewe
- Lennox Pawle : le Consul-Général
- Adele St. Mauer : Lucille
- Akim Tamiroff : Spellek
- Luis Alberni : Ernest
- Lionel Stander : Gettel
- Ferdinand Gottschalk : M. Squires
- Richard Carle : M. Spitzer
- Paul Hurst : le capitaine des chasseurs
- Robert Greig : Adolph